# Sand (Familienname)
Sand ist ein deutscher Familienname.

## Herkunft und Bedeutung
Sand ist ein Wohnstättenname.

## Namensträger
- Alexander Sand (1928–2013), deutscher Neutestamentler
- Aurore Sand (1866–1961), französische Schriftstellerin
- Axel Sand (* 1961), deutscher Regisseur und Kameramann
- Christof Sand der Jüngere (1644–1680), deutscher Theologe und Schriftsteller
- Christoph Sand der Ältere (1611–1686), preußischer Jurist, Regierungsbeamter und Anhänger des Unitarismus
- Daniel Wirth-Sand (1815–1901), Schweizer Unternehmer, Eisenbahnpionier und Politiker
- Dennis Sand (* 1985), deutscher Autor und Redakteur
- Ebbe Sand (* 1972), dänischer Fußballspieler
- George Sand (1804–1876), französische Schriftstellerin
- Gottfried Sand (1647–1710), deutscher Mediziner
- Günther Sand (1941–1989), deutscher Grafiker
- Henry Julius Salomon Sand (1873–1944), schottischer Chemiker
- Herbert Sand (1895–1973), deutscher Musiker, Arrangeur und Komponist, siehe Jo Alex
- Herbert Sand (* 1951), deutscher Schauspieler
- Hermann Sand (1940–2014), deutscher Buchautor und Heimatforscher
- Ida Sand (* 1977), schwedische Musikerin
- Jon Ola Sand (* 1961), norwegischer Fernsehproduzent
- José Sand (* 1980), argentinischer Fußballspieler
- Karl Ludwig Sand (1795–1820), deutscher Burschenschafter
- Knud Sand (1887–1968), dänischer Mediziner
- Loui Sand (* 1992), schwedischer Handballspieler
- Luis Sand (1909–1981), italienischer Jurist und Politiker
- Marc Sand (* 1988), österreichischer Fußballspieler
- Marten Sand (* 1963), deutscher Schauspieler, Regisseur, Intendant, Librettist und Hörspielsprecher
- Maurice Sand (1823–1889), französischer Schriftsteller und Illustrator
- Michael Sand (* 1970), dänischer Schauspieler
- Nina Sand (* 1999), schwedische Schauspielerin
- Paul Sand (* 1932), US-amerikanischer Schauspieler
- Peter Sand (* 1936), deutscher Rechtswissenschaftler
- Shauna Sand (* 1971), US-amerikanische Schauspielerin, Model und Erotikdarstellerin
- Shlomo Sand (* 1946), israelischer Hochschullehrer, Geschichtsprofessor in Tel Aviv
- Todd Sand (* 1963), US-amerikanischer Eiskunstläufer
- Ulf Sand (1938–2014), norwegischer Politiker (Ap), Finanzminister 1979–1981
- Ulrich Sand (* 1944), deutscher Fußballspieler
- Wolfgang Sand (1937–2001), deutscher Brigadegeneral, Unterabteilungsleiter im Bundesnachrichtendienst